# Denis Bećirović

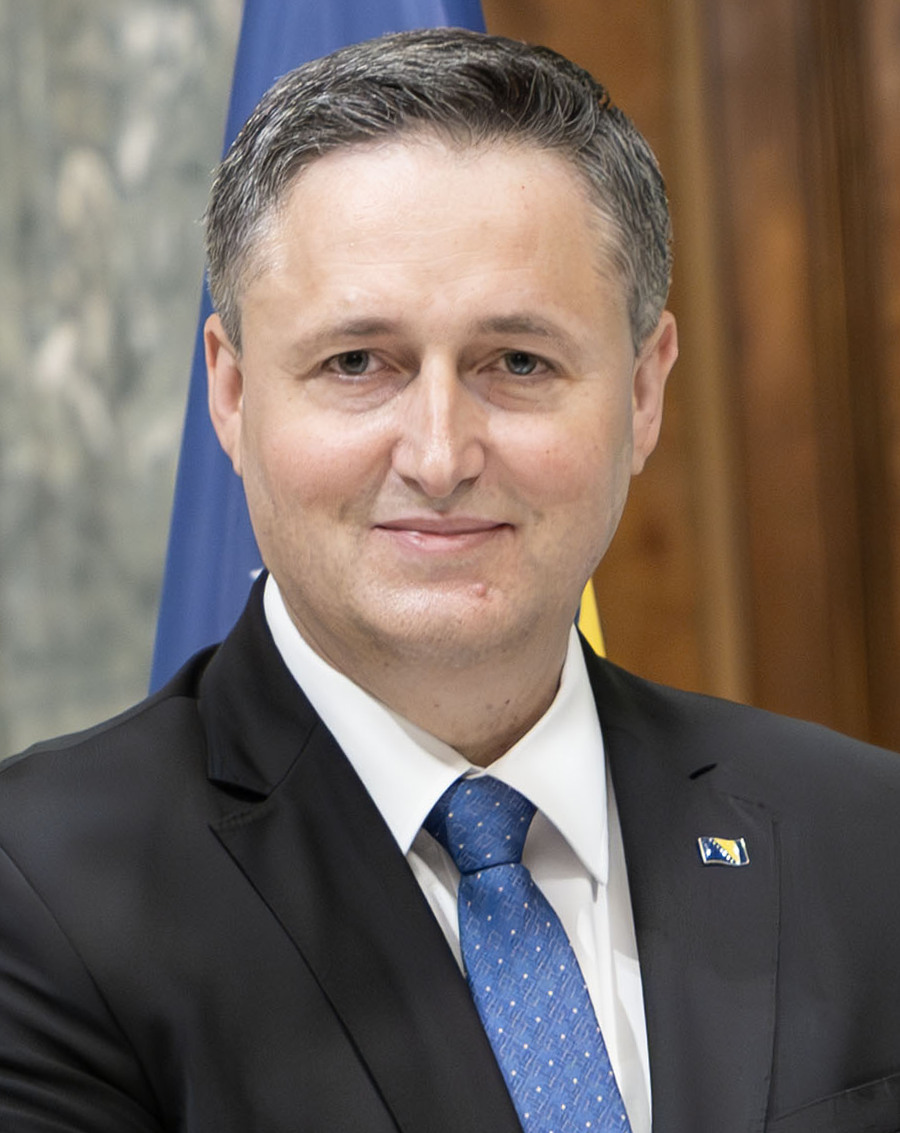
Denis Bećirović (2024)

Denis Bećirović (geboren am 28. November 1975 in Tuzla, Bosnien und Herzegowina) ist ein bosnischer Historiker und Politiker. Er ist seit 2009 Vizepräsident der Socijaldemokratska partija Bosne i Hercegovine (SDP BiH). Bei den Wahlen in Bosnien und Herzegowina 2022 wurde er zum bosniakischen Mitglied des Staatspräsidiums von Bosnien und Herzegowina gewählt.

## Leben
Er besuchte die Grund- und Sekundarschule in Tuzla und studierte anschließend an der Philosophischen Fakultät der Universität Tuzla und an der Philosophischen Fakultät der Universität Sarajevo. An der Universität Tuzla ist er derzeit als außerordentlicher Professor für Zeitgeschichte tätig. Seit 2011 ist er Mitglied des Ausschusses für Geschichtswissenschaften der Akademie der Wissenschaften und Künste von Bosnien und Herzegowina.
In der SDP ist er seit 1991 Mitglied, seit 1997 Mitglied des Hauptvorstands und seit 2000 Mitglied der Präsidentschaft.
Von 1993 bis 1998 war er Präsident des Jugendforums der SDP BiH Tuzla und von 1996 bis 1998 gleichzeitig Vizepräsident des Jugendforums der SDP BiH.
Nach den ersten Auszählungen der Wahlen am 2. Oktober 2022 liegt er bei der Wahl des bosniakischen Mitglieds des dreiköpfigen Staatspräsidiums deutlich vor dem Kandidaten der nationalistisch-bosniakischen SDA, Bakir Izetbegović. Nach der Auszählung aller Stimmen gewann er die Wahl und gehört dem Staatspräsidium an.

## Präsidentschaft (2022-heute)
Parlamentswahl 2022
Die liberale Dreiparteienkoalition aus der Sozialdemokratischen Partei (SDP BiH), unserer Partei und der Partei Volk und Gerechtigkeit, die auch von der Union für eine bessere Zukunft und der Europäischen Volksunion unterstützt wird, kündigte Bećirovićs Kandidatur für die bosnischen Parlamentswahlen am 21. Mai 2022 an. Er kandidiert nach der verlorenen Wahl 2018 somit erneut als bosniakisches Mitglied für das Amt des Präsidenten im dreiköpfigen Staatspräsidium von Bosnien-Herzegowina.
Bei den Parlamentswahlen am 2. Oktober 2022 wurde er mit 57,37 % der Stimmen zum Präsidenten gewählt. Der Kandidat der Partei der Demokratischen Aktion und ehemaliges bosniakisches Präsidentschaftsmitglied im Staatspräsidium Bakir Izetbegović belegte mit 37,25 % den zweiten Platz.
Innenpolitik
Bećirović wurde am 16. November 2022 zusammen mit dem neu gewählten Mitglied Željka Cvijanović und dem wiedergewählten Mitglied Željko Komšić als Präsidialmitglied vereidigt.
Nach den Parlamentswahlen 2022 einigte sich eine Koalition unter der Führung der Allianz Unabhängiger Sozialdemokraten, der Kroatischen Demokratischen Union und Bećirovićs SDP BiH auf die Bildung einer neuen Regierung und ernannte Borjana Krišto zur neuen Vorsitzenden des Ministerrats. Die Präsidentschaft ernannte sie am 22. Dezember offiziell zur designierten Vorsitzenden; Bećirović und Cvijanović stimmten dafür, Komšić stimmte dagegen. Bećirović sagte nach der Abstimmung: „Es ist an der Zeit, der Entwicklung, Zusammenarbeit und dem Dialog in Bosnien und Herzegowina eine Chance zu geben“ und dass „die Bürger und Völker Bosniens nicht länger als Geiseln permanenter Blockaden, Erpressungen und Streitereien gehalten werden dürfen.“
Am 27. Juni 2023 stimmte die Nationalversammlung der Republika Srpska dafür, Urteile des Verfassungsgerichts von Bosnien und Herzegowina auszusetzen und die Veröffentlichung der Dekrete und Gesetze des Hohen Vertreters im Amtsblatt einzustellen. Bećirović forderte später den Hohen Vertreter auf, den Präsidenten der Republika Srpska, Milorad Dodik, und seine Verbündeten wegen der Abweichung vom Friedensabkommen zu sanktionieren.
Außenpolitik
Am 4. Juli 2023 traf Bećirović während eines offiziellen Besuchs im Vereinigten Königreich mit dem britischen Premierminister Rishi Sunak zusammen. Sie diskutierten über die bilateralen Beziehungen zwischen Bosnien und Herzegowina und dem Vereinigten Königreich, die Umsetzung wirtschaftlicher Reformen, die Stärkung der Demokratie und über die Reform der Rechtsstaatlichkeit.
Im Oktober 2023 traf er Papst Franziskus in der Vatikanstadt.
Nachdem die Generalversammlung der Vereinten Nationen den 11. Juli im Mai 2024 zum Internationalen Tag der Besinnung und des Gedenkens an den Völkermord von Srebrenica 1995 erklärt hatte, bekräftigte Bećirović diese Entscheidung und erklärte, Wahrheit und Gerechtigkeit hätten gesiegt.
Europäische Union
Am 15. Dezember 2022 wurde Bosnien und Herzegowina nach dem Beschluss des Europäischen Rates, den Bećirović nachdrücklich unterstützte, von der Europäischen Union als Beitrittskandidat anerkannt. Am 8. Februar 2024 nahm die Präsidentschaft einstimmig den Beschluss zur Aufnahme von Verhandlungen mit Frontex an, eine der wichtigsten Voraussetzungen des Landes für die Aufnahme von Verhandlungen mit der EU.
Am 21. März 2024 einigten sich alle 27 EU-Staats- und Regierungschefs, die den Europäischen Rat vertraten, auf einem Gipfel in Brüssel einstimmig auf die Aufnahme von Beitrittsgesprächen mit Bosnien und Herzegowina, nachdem zuvor der Ministerrat zwei weitere europäische Gesetze verabschiedet hatte. Die Gespräche sollen beginnen, nachdem weitere Reformen durch die bosnische Regierung beschlossen und verabschiedet werden.

## Privat
Denis Bećirović ist mit Mirela Bećirović verheiratet, zusammen haben sie zwei Kinder. Sie leben in Tuzla.